# سیارک ۱۰۷۲۷
سیارک ۱۰۷۲۷ (به انگلیسی: 10727 Akitsushima، نامگذاری:1987DN) ده هزار و هفتصد و بیست و هفتمین سیارک کشف شده‌است که در ۲۵ فوریه ۱۹۸۷ کشف شد.
قدر مطلق سیارک برابر ۱۲٫۴۰ است.